# Romcab
Romcab Târgu Mureș este o companie producătoare de cabluri și conductori electrici din România.
Compania este controlată indirect, prin intermediul firmei Sadalbari Târgu Mureș, de o persoană fizică, Zoltan Prosszer.
Acesta are 69% din acțiunile Romcab, iar 8,7% din titluri sunt în portofoliul Citibank Nominee.
Titlurile Romcab se tranzacționează la categoria standard a pieței BVB, sub simbolul MCAB.
Cifra de afaceri \ Profit :
- 2015 : 190 milioane euro \ 8,3 milioane euro
- 2014 : 147 milioane euro \ 3,4 milioane euro
- 2013 : 104 milioane euro \ 4,7 milioane euro
- 2012 : 60 milioane euro  \ 1,6 milioane euro
- 2011 : 41 milioane euro  \ 0.9 milioane euro
- 2010: 12 milioane euro [2]
- 2009: 8,6 milioane euro [3]
- 2007: 52,4 milioane lei (14,5 milioane euro)[4]